# 5321 Jagras
5321 Jagras eller 1985 VN är en asteroid i huvudbältet som upptäcktes den 14 november 1985 av de danska astronomerna Karl Augustesen, Poul Jensen och Hans Jørn Fogh Olsen vid Brorfelde-observatoriet. Den är uppkallad efter Jakob Grove Rasmussen, svärson till en av upptäckarna.
Asteroiden har en diameter på ungefär 7 kilometer och den tillhör asteroidgruppen Eunomia.